# نهر فريزر
نهر فريزر هو أطول نهر في كولومبيا البريطانية بكندا، وارتفاع في فريزر ممر بالقرب من جبل بلاك روك في جبال روكي وتتدفق عن 1,375 كيلومتر (854 ميل)، في مضيق جورجيا إلى الجنوب مباشرة من في مدينة فانكوفر .  إنه رابع أطول نهر في كندا . [ بحاجة لمصدر ] يبلغ التفريغ السنوي للنهر عند مصبه 112 كيلومترًا مكعبًا (27 مترًا مكعبًا) أو 3550 مترًا مكعبًا في الثانية (125000 قدم مكعب / ثانية) ، ويطلق 20 مليون طن من الرواسب في المحيط.

## دوره

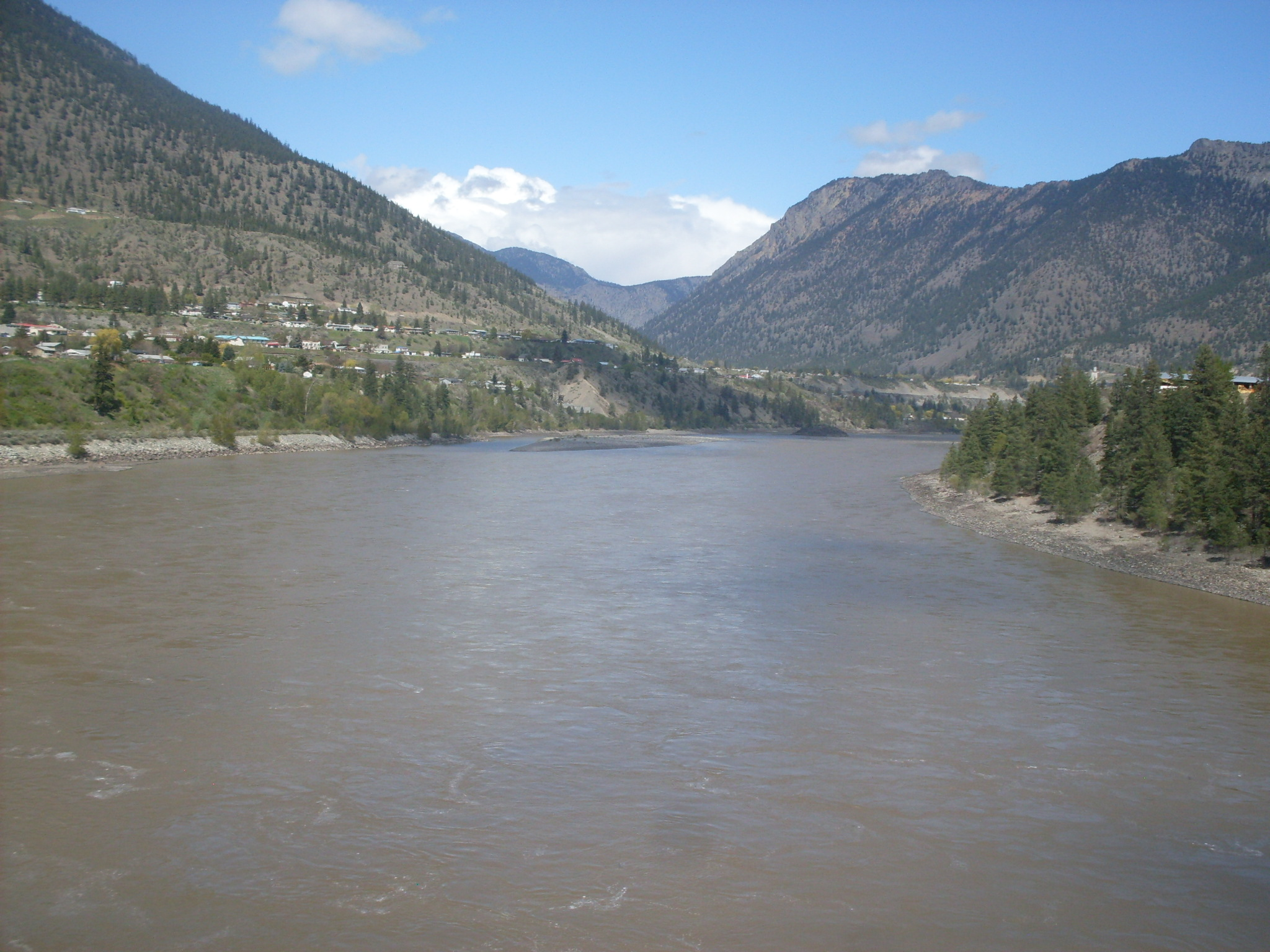
نهر فريزر بين سلسلة جبال ليلويت

يستنزف فريزر مساحة تبلغ 220.000 كيلومتر مربع (85.000 ميل مربع). مصدره هو نبع يقطر عند فريزر باس في جبال روكي الكندية بالقرب من الحدود مع ألبرتا . النهر ثم يتدفق شمالا إلى الطريق السريع Yellowhead والغرب الماضي جبل روبسون إلى روكي ماونتن خندق وادي روبسون قرب في Valemount . بعد تشغيل شمال غرب الماضي 54 درجة شمالا، فإنه يجعل منعطفا حادا في الجنوب في Giscome تعدية البضائع، وتلبية نهر Nechako في مدينة الأمير جورج، ثم يستمر جنوبا، وقطع تدريجيا في عمق فريزر هضبة لتشكيل Fraser Canyon من التقاء نهر Chilcotin تقريبًا، بالقرب من مدينة Williams Lake ، جنوبًا. ينضم إليها جسر و Seton Rivers في بلدة Lillooet ، ثم نهر Thompson في Lytton ، حيث يتقدم جنوبًا حتى يقع على بعد حوالي 64 كيلومترًا (40 ميلًا) شمال خط العرض 49 ، وهو حدود كندا مع الولايات المتحدة. الدول .
من ليتون جنوبًا، يمر عبر واد أعمق بشكل تدريجي بين سلسلة جبال ليلويت في جبال الساحل في الغرب وسلسلة كاسكيد في الشرق. بوابة الجحيم، الواقعة مباشرة أسفل مجرى مدينة بوسطن بار، هي جزء شهير من الوادي حيث تضيق الجدران بشكل كبير، مما يجبر حجم النهر بالكامل من خلال فجوة بعرض 35 مترًا فقط (115 قدمًا). و الترام الجوي يأخذ الزوار على النهر. يمكن رؤية Hells Gate من الطريق السريع Trans-Canada 1 على بعد حوالي 2 كم (1.2 ميل) جنوب خط الترام. أُجبر سايمون فريزر على نقل الخانق في رحلته عبر الوادي في يونيو 1808.
في ييل، على رأس الملاحة على النهر، ينفتح الوادي ويتسع النهر، على الرغم من عدم وجود الكثير من الأراضي المنخفضة المجاورة حتى هوب، حيث يتحول النهر بعد ذلك غربًا وجنوبًا غربيًا إلى وادي فريزر، وهو وادي أرض منخفض خصب، ويمر عبره تشيليواك والتقاء هاريسون وسوماس الأنهار، والانحناء الشمال الغربي بسرعة ابوتسفورد وبعثة.
ثم يتدفق فريزر الماضي مابل ريدج، بيت ميدوز، بورت كوكويتلام، وشمال ساري . يتحول إلى الجنوب الغربي مرة أخرى شرق نيو وستمنستر مباشرة، حيث ينقسم إلى الذراع الشمالية،  وهو الحد الجنوبي لمدينة فانكوفر، والذراع الجنوبي، الذي يقسم مدينة ريتشموند من مدينة دلتا إلى جنوب. تقع ريتشموند في أكبر جزيرة في جزيرة فريزر وجزيرة اللولو وأيضًا في جزيرة سي، وهي موقع مطار فانكوفر الدولي، حيث يتفرع الذراع الأوسط إلى الجنوب من الذراع الشمالية. تم تسمية الطرف الشرقي الأقصى لجزيرة اللولو بكوينزبورو وهي جزء من مدينة نيو وستمنستر. تقع جزيرة أناسيس، وهي منطقة صناعية ومينائية مهمة، في الجزء الجنوبي الشرقي من الطرف الشرقي لجزيرة اللولو، من بين الجزر الأصغر الأخرى أيضًا . الجزر البارزة الأخرى في أسفل فريزر هي Barnston جزيرة، جزيرة Matsqui ، جزيرة Nicomen و البحر جزيرة الطيور . تقع الجزر الأخرى على الجانب الخارجي من المصب، وأبرزها جزيرة ويستهام، ومحمية للطيور البرية، وجزيرة إيونا، موقع محطة الصرف الصحي الرئيسية لمدينة فانكوفر.
بعد 100 كيلومتر (حوالي 60 ميل) ، يشكل نهر فريزر دلتا حيث يصب في مضيق جورجيا بين البر الرئيسي وجزيرة فانكوفر . أراضي الجنوب من مدينة فانكوفر، بما في ذلك مدن ريتشموند ودلتا، والجلوس على مسطح الفيضان . تشمل جزر الدلتا جزيرة أيونا وجزيرة البحر وجزيرة اللولو وجزيرة أناسيس وعدد من الجزر الأصغر. بينما تقع الغالبية العظمى من حوض تصريف النهر داخل كولومبيا البريطانية، يقع جزء صغير في حوض الصرف عبر الحدود الدولية في واشنطن.في الولايات المتحدة، أي الروافد العليا لنهري شيليواك وسوما. معظم الأراضي المنخفضة مقاطعة واتكوم، واشنطن هي جزء من أرض فريزر المنخفضة وتشكلت أيضًا من الرواسب المترسبة من فريزر، على الرغم من أن معظم المقاطعة ليست في حوض تصريف فريزر.
على غرار مضيق نهر كولومبيا شرق بورتلاند، أوريغون، يستغل فريزر شقًا طوبوغرافيًا بين سلسلتين جبليتين تفصلان مناخًا قاريًا أكثر (في هذه الحالة، مناخ كولومبيا البريطانية الداخلية ) عن مناخ أكثر اعتدالًا بالقرب من الساحل. عندما تنتقل منطقة الضغط العالي في القطب الشمالي إلى داخل بريتيش كولومبيا الداخلية وتتجمع منطقة ذات ضغط منخفض نسبيًا فوق منطقة بوجيت ساوند ومضيق جورجيا العامة، يتسارع هواء القطب الشمالي البارد باتجاه الجنوب الغربي عبر وادي فريزر. يمكن أن تصل سرعة رياح التدفق هذه إلى 97 إلى 129 كيلومترًا في الساعة (60 إلى 80 ميلاً في الساعة) وقد تجاوزت أحيانًا 160 كيلومترًا في الساعة (100 ميل في الساعة). هذه الرياح تصل في كثير من الأحيان بيلينجهام وجزر سان خوان، تكتسب قوة فوق المياه المفتوحة لل مضيق خوان دي فوك
التفريغ
تقوم هيئة مسح المياه في كندا حاليًا بتشغيل 17 محطة قياس تقيس مستوى التصريف والمياه على طول غالبية المحور الرئيسي من Red Pass في اتجاه مجرى بحيرة Moose في منتزه Mount Robson Provincial Park ، إلى Steveston في فانكوفر عند مصب النهر.  بمتوسط تدفق عند المصب يبلغ حوالي 3475 متر مكعب في الثانية (122.700 قدم مكعب / ثانية) ،  يعد نهر فريزر أكبر نهر من خلال التصريف المتدفق إلى ساحل المحيط الهادئ لكندا وخامس أكبر نهر في البلاد . متوسط التدفق موسمي للغاية ؛ يمكن أن تكون معدلات التصريف في الصيف أكبر بعشر مرات من التدفق خلال فصل الشتاء.
يقدر أعلى تدفق مسجل في فريزر، في يونيو 1894 ، بـ 17000 متر مكعب في الثانية (600000 قدم مكعب / ثانية) في هوب . تم حسابه باستخدام علامات ارتفاع المياه بالقرب من محطة الهيدرومتري في Hope وطرق إحصائية مختلفة. في عام 1948 ، تبنى مجلس نهر فريزر تقديرًا لفيضان عام 1894. تظل القيمة المحددة من قبل الهيئات التنظيمية لجميع أعمال التحكم في الفيضانات في النهر.  قدرت دراسات أخرى ونماذج هيدروليكية الحد الأقصى لتصريف نهر فريزر، في هوب خلال فيضان عام 1894 ، في نطاق حوالي 16000 إلى 18000 متر مكعب في الثانية (570.000 إلى 640.000 قدم مكعب / ثانية).
التاريخ
في 14 يونيو 1792، والمستكشفين الإسبان ديونيسيو ألكالا غاليانو وكايتانو فالديس دخل والراسية في الذراع الشمالية لنهر فريزر، ليصبح بذلك أول الأوروبيين لإيجاد وإدخاله.  تم استنتاج وجود النهر، ولكن ليس موقعه، خلال رحلة عام 1791 لخوسيه ماريا نارفايز، بقيادة فرانسيسكو دي إليزا .
تم استكشاف الروافد العليا لنهر فريزر لأول مرة من قبل السير ألكسندر ماكنزي في عام 1793 ، وتتبعها بالكامل سيمون فريزر في عام 1808 ، الذي أكد أنه غير متصل بنهر كولومبيا .
في عام 1828 ، زار جورج سيمبسون النهر بشكل أساسي لفحص حصن لانجلي وتحديد ما إذا كان مناسبًا كمستودع المحيط الهادئ الرئيسي لشركة خليج هدسون . كان سيمبسون يعتقد أن نهر فريزر قد يكون صالحًا للملاحة على طوله، على الرغم من أن سيمون فريزر وصفه بأنه غير صالح للملاحة. سافر سيمبسون عبر النهر وعبر وادي فريزر وبعد ذلك كتب «يجب أن أعتبر الممر إلى الأسفل، حتى أكون متأكدًا من الموت، في تسع محاولات من أصل عشرة. لذلك لن أتحدث عنه بعد الآن على أنه جدول صالح للملاحة». أقنعته رحلته إلى أسفل النهر أن فورت لانجلي لا يمكن أن تحل محل فورت فانكوفر كمستودع رئيسي للشركة على ساحل المحيط الهادئ.
جزء كبير من تاريخ كولومبيا البريطانية تم منضمة إلى فريزر، ويرجع ذلك جزئيا كان الطريق الأساسي بين الداخلية وساحل السفلى بعد الخسارة من الأراضي جنوب خط العرض 49 مع معاهدة أوريغون في عام 1846.  وكانت هذه موقع مستوطناتها سجلت أول من السكان الأصليين ( انظر Musqueam ، ستو: لو ، St'at'imc ، Secwepemc و Nlaka'pamŭ )، مسار الجموع من المنقبين أثناء حمى البحث عن الذهب فريزر كانيون والوسيلة الرئيسية للمحافظة في وقت مبكر التجارة والصناعة.
في عام 1998 ، تم تعيين النهر كنهر تراثي كندي لتراثه الطبيعي والبشري. لا يزال أطول نهر بهذا التصني

## الاستخدامات
يتم استغلال فريزر بشكل كبير من قبل الأنشطة البشرية، وخاصة في المناطق المنخفضة. ضفافها أراضي زراعية غنية، وتستخدم مصانع اللب مياهها، وتوفر بعض السدود على بعض الروافد الطاقة الكهرومائية . لم يتم سد التدفق الرئيسي لنهر فريزر أبدًا، ويرجع ذلك جزئيًا إلى أن المستوى العالي لتدفقات الرواسب قد يؤدي إلى قصر عمر السد، ولكن في الغالب بسبب المعارضة القوية من مصايد الأسماك والمخاوف البيئية الأخرى. في عام 1858 ، تم احتلال نهر فريزر والمناطق المحيطة به عندما وصل اندفاع الذهب إلى فريزر كانيون ونهر فريزر. وهو أيضًا موقع شهير لصيد الأسماك لسكان منطقة لوار مينلاند.
صيد السمك
يشتهر نهر فريزر بصيد سمك الحفش الأبيض، وجميع الأنواع الخمسة من سلمون المحيط الهادئ ( شينوك، كوهو، تشوم، وردي، سوكي ) ، وكذلك سمك السلمون المرقط . يمكن أن يبلغ متوسط صيد سمك الحفش الأبيض النموذجي حوالي 500 رطل (230 كجم).  تم اصطياد سمك الحفش الأبيض الذي يزن حوالي 500 كيلوغرام (1100 رطل) وقياس 3.76 متر (12 قدمًا و 4 بوصات) وإطلاقه على نهر فريزر في يوليو 2012.  في عام 2021 ، تم اصطياد سمك الحفش الأبيض في نهر يزن 890 رطلاً (400 كجم) ، بطول 890 سم (29.2 قدمًا). كان من المقدر أن يكون عمره أكثر من 100 عام. تم وسم الأسماك وإطلاق سراحها.
الفياضانات
فياضان 1894
بعد الاستيطان الأوروبي، حدث أول فيضان كارثي في وادي فريزر في عام 1894. مع عدم وجود حماية ضد ارتفاع منسوب مياه نهر فريزر، غمرت المياه مجتمعات وادي فريزر من مجرى نهر تشيليواك. في فيضانات عام 1894 ، وصلت علامة المياه في البعثة إلى 7.85 مترًا (25.75 قدمًا).
بعد فيضان 1894 ، تم إنشاء نظام صبغ في جميع أنحاء وادي فريزر. حسنت مشاريع الغمر والصرف بشكل كبير من مشاكل الفيضانات، ولكن مع مرور الوقت، لسوء الحظ، تم ترك السدود في حالة سيئة وأصبحت متضخمة بالفرشاة والأشجار. مع بعض السدود التي شيدت من إطار خشبي، تراجعت في عام 1948 في عدة مواقع، إيذانا بالفيضان الكارثي الثاني. كانت الفيضانات منذ عام 1948 ضئيلة بالمقارنة.
فياضان 1948
شهد عام 1948 فيضانات هائلة في تشيليواك ومناطق أخرى على طول نهر فريزر. ارتفعت علامة ارتفاع المياه في Mission إلى 7.5 متر (24.7 قدمًا). بلغ ذروة التدفق حوالي 15600 متر مكعب في الثانية.